# Szuletaia wallacei
Szuletaia wallacei är en insektsart som beskrevs av Irena Dworakowska 1995. Szuletaia wallacei ingår i släktet Szuletaia och familjen dvärgstritar. Inga underarter finns listade i Catalogue of Life.